# 鰾

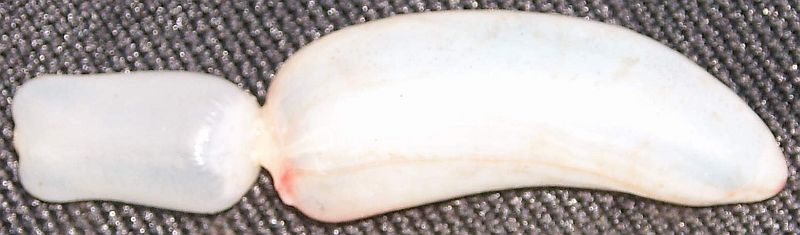
赤睛魚（Scardinius erythrophthalmus）的鳔

鰾         （swim bladder, gas bladder, fish maw, air bladder）或鱼鳔是大部份硬骨鱼类体内的一个内充气体的囊状器官，其生理作用是通过改变体积来调节鱼体在水中的比重，从而调节排水量和浮力帮助沉浮。而包括鲨鱼在内很多软骨鱼仅靠游泳来调节浮力。一些鱼的鳔还具有发声等机能，有些淡水鱼类的鳔与内耳相连用来测量水压和提高听觉灵敏性。
鱼鳔在胚胎发育时由肠管向外突出延伸形成，大部分鱼类的鱼鳔在长成后会保留一个和肠道相通的导气管——鳔管（pneumatic duct），但有些鱼类的鱼鳔在发育过程中则会和肠道断开成为一个封闭的气囊。肉鳍鱼的一支——肺鱼四足纲因为鱼鳔密布毛细血管而发展出了气体交换的功能，从而演化出了能够直接从空气中吸收氧气的肺。
魚鰾也被人类用作食物和材料，又称花膠、鱼胶、鱼肚、鱼泡、白鳔等。

## 结构原理
鰾位于鱼体腔内的背部，鰾壁坚韧不透气，包含鳥嘌呤晶体，只含很少的血管组织。鰾的发达程度与鱼的习性有关：生活于极浅水和底栖的鱼类因为不需要浮沉，鰾一般较为退化；另外，鮪魚等因为需要快速游泳，鰾也不发达。
生活在浅水鱼类的鰾内气体成份类似空气，深海鱼类则一般含氧气较空气高。鰾内不同程度的充气导致其体积以及整个鱼体的比重变化，鰾主要的功能是降低魚在水裡的比重。
在胚胎期间，鰾是由消化道突出并扩大而形成的，并与消化道经由鳔管相连。例如鲤形目和鲱形目等通鳔（physostomous，又称喉鳔）鱼类终生保留鳔管，通过口吞咽空气来充排气。而鲈形目等闭鳔（physoclistous）鱼类的鳔管消失，通过特别的腺体分泌乳酸来从血液中收集氧气进入鳔。后者因为排气速度比较慢，在鱼体快速上升的情况下更容易导致鳔破裂。

## 人类用途

### 食品

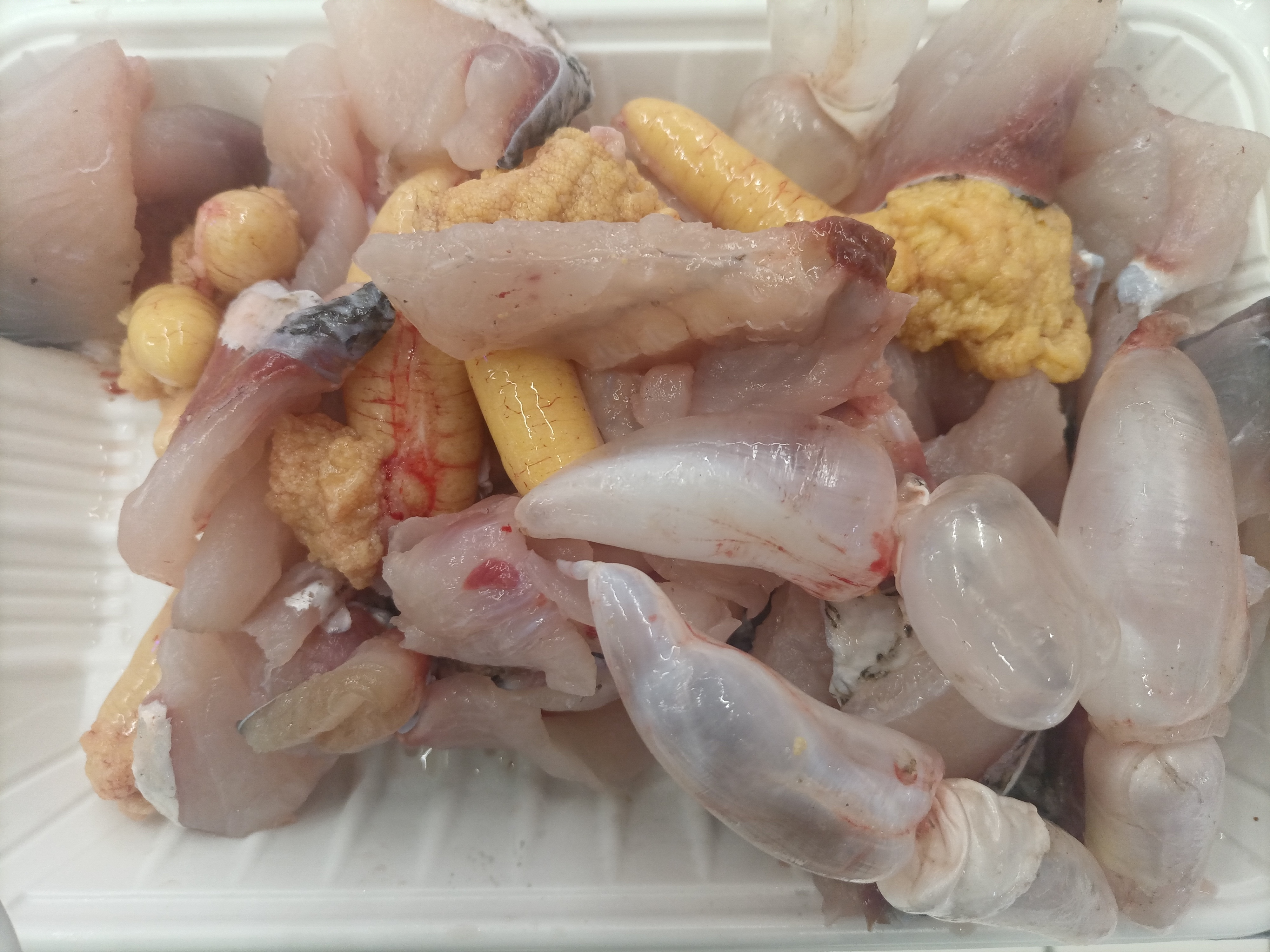
市售淡水鱼的鱼鳔和鱼籽

魚肚是一些鱼鳔经加热溶化并重新凝结后的产品，在一些亚洲国家，包括中国菜中被用作海鲜烹饪原料。鱼肚富含胶原蛋白，本身味道不明显且帶腥味，多以燉湯或爆蒜炒為主。
在欧洲历史上，鲟鱼等鱼的鳔熬制的胶，英文称，主要被用来澄清葡萄酒和啤酒，也用做果冻等食品原料。但目前已被家畜胶原蛋白和其他成分代替。

### 药物
中医用来入药的鱼鳔一般来自石首鱼科的黄鱼或鲟科的鳇鱼。中医认为其性平，味甘，有补肾益精，滋养筋脉的作用，用来治疗腰膝酸软、产后虚弱等症状。

### 粘合剂
魚鰾加水溶化的产品称为鱼鳔胶，在中国传统中被用来粘合木材部件。但有时用皮革制做的胶也称为鳔胶。

### 引用
1. ↑  . 蘋果日報. 2010年2月3日  [2015年12月24日]. （原始内容存档于2016年3月4日）.
2. ↑  李艷芬, 陳淡坤. . 廣東: 汕頭大學. 2023: 3–5. ISBN 978-7-5658-3288-8.